# Gentle Monster
Gentle Monster（韩语：젠틀몬스터）是韩国太阳镜和光学眼镜品牌，由Hankook Kim和Jae Wook Oh于2011年在首尔创立。该品牌的设计偏爱比西方品牌大得多的超大镜框，因为其亚洲客户更喜欢拥有较小脸型的镜框。
截至2023年10月，公司在全球拥有68家直营店，包括韩国33家店，其他店址包括澳大利亚、日本、中国、台湾、香港、新加坡、泰国、马来西亚、菲律宾、阿联酋、英国、美国。

## 历史
2012年，连续创业者Jae Wook Oh投资了约10万美元后，Gentle Monster开始在大邱（曾经是Luxottica的制造中心）和中国生产镜框，因为在韩国生产醋酸纤维镜框是非法的。
2013年和2014年，韩国女演员全智贤在《来自星星的你》中佩戴Gentle Monster镜片，这极大地扩大了该品牌在主流受众中的曝光度。
2016年2月，该公司第一家美国门店在纽约市SoHo区格兰德街开业。其美国第二家店于2017年10月在洛杉矶市中心开业。
2017年9月，法国奢侈品集团LVMH投资6000万美元收购该公司7%的股份，本轮融资参与者还有资深消费品牌私募基金L Catterton Asia。

## 零售空间
Gentle Monster雇用6名人员设计其眼镜产品，并雇用60名人员设计商店视觉效果。为了增加营销效果，其产品像博物馆藏品一样以“身临其境的体验式线下购物体验”的方式展示。例如，2016年5月至8月，其纽约旗舰店被改造成由水族馆设计师贾斯汀·缪尔 (Justin Muir) 和玻璃雕塑家共同打造的受法国电影《碧海蓝天》的启发的水下体验馆。
2021年2月，Gentle Monster开设了新空间Haus Dosan，以展示品牌的向零售方向的拓展。Haus Dosan还经营化妆品品牌Tamburins，并设有店内甜点咖啡馆 Nudake。

## 市场营销
Tilda Swinton于2017年2月与Gentle Monster合作设计了三款太阳镜，并出现在广告宣传视频和纽约时装周中。。

## 品牌合作
2016年，该品牌与丹麦设计师Henrik Vibskov、Hood by Air、Opening Ceremony合作。2017年，该品牌与Moooi创始人、荷兰家具设计师Marcel Wanders合作。
2018年，该品牌与韩国说唱歌手Winner的宋旻浩合作举办了名为“燃烧星球”的展览。
2019年，该品牌与中国科技公司华为合作，发布了智能眼镜。
2020年，该品牌与Blackpink歌手Jennie Kim合作发布Jentle Home系列，并与加拿大华裔歌手兼说唱歌手吴亦凡合作发布Gentle Wu系列。
2022 年，该品牌与 Kim 合作发布了第二个系列，名为 Jentle Garden 系列。为了促进合作，开发了一款手机游戏，同时在首尔、洛杉矶、香港、新加坡和上海五个城市开设了快闪店。
2023年，该品牌与中国歌手蔡徐坤合作发布了Crystal Clear系列。为此次合作开发了一款活动应用程序，该应用程序在中国大陆、台湾、香港、韩国、迪拜、新加坡、日本和美国可用。